# Festival MúsicaMallorca

Logo

Das Festival MúsicaMallorca ist eine Konzertreihe für klassische Musik in Palma, Mallorca, Spanien, die von dem Opernregisseur und Musikwissenschaftler Toyo Masanori Tanaka, dem Dramaturgen und Kulturmanager Wolf D. Bruemmel im Jahr 2002 gegründet wurde.
Von 2002 bis 2015 war Toyo Masanori Tanaka Intendant. Seit 2015 ist der Intendant Wolf D. Bruemmel geschäftsführender und künstlerischer Direktor.
Die Konzerte finden jährlich von Anfang Oktober bis Ende April statt. Repertoire: Operngala, Kammeroper, Orchesterkonzerte, Sinfoniekonzerte, Kammerkonzerte, Kirchenkonzerte. 
Dem Festival angegliedert sind die „Meisterklasse Gesang“, die bisher von Sylvia Geszty, René Kollo, Siegfried Jerusalem, Sylvia Greenberg, Enrico Facini und Cheryl Studer geleitet wurden. Im Jahr 2019 wurde die Meisterklasse zur „Academia de Música del Festival MúsicaMallorca“ erweitert, deren künstlerische Leitung Stephan Matthias Lademann übernommen hat.
Zusätzlich zu Gastorchestern wie den Brandenburger Symphonikern oder dem Abaco-Orchester spielt in Konzerten des Festivals das Orquesta Sinfónica del Festival MúsicaMallorca, gegründet 2005 von Toyo Masanori Tanaka und Olivier Tardy, der auch dessen Chefdirigent bis 2009 war. Seit 2009 steht es unter der Leitung von José María Moreno.
Nach einer Pause ab 2020 nahm das Festival im Sommer 2023 den Betrieb wieder auf. Im gleichen Zug wurde die Sängerin Karin Wolf-Bauer als designierte Intendantin benannt.

## Spielstätten
- Teatre Principal de Palma
- Teatre Municipal Xesc Forteza Palma
- Auditorium de Palma
- Auditorium der Universität für Musik und Tanz Palma
- Auditorium Caixa Forum
- Kathedrale von Mallorca Palma
- Basilica Sant Francesc Palma
- Berliner Philharmonie
- Staatstheater Cottbus
- Brandenburger Theater
- Nikolaisaal Potsdam
- Theater Augsburg
- Konzertkirche Neubrandenburg
- Kloster Seeon
- Konzerthaus Wien
- Internationales Festival am Zürichsee